# بخش مرکزی شهرستان راور
بخش مرکزی شهرستان راور یکی از بخش‌های شهرستان راور در استان کرمان ایران است.

## تقسیمات کشوری
- بخش مرکزی شهرستان راور
  - دهستان راور

شهر: راور

## جمعیت
بنابر سرشماری مرکز آمار ایران، جمعیت بخش مرکزی شهرستان راور در سال ۱۳۸۵ برابر با ۳۲۰۴۷ نفر بوده است.